# Le Prisme
Le Prisme est une salle de concerts et d'expositions située à Aurillac (Cantal)réalisée par les architectes Brisac Gonzalez. Xu Acoustique fut chargé de l'acoustique du bâtiment tandis que dUCKS scéno fut chargé de la scénographie de la salle modulable. Inaugurée en décembre 2007, cette salle a une capacité modulable allant de 2290 places assises à 4300 places en configuration tout debout.
La liste des artistes s'étant produit sur cette scène est déjà longue avec : Jamel Debbouze, Indochine, Yannick Noah, Bénabar, Âge tendre et tête de bois, Maxime Le Forestier, Hubert-Félix Thiéfaine, -M-, le cirque de Pékin, Bernard Lavilliers, Jean-Louis Aubert, Louis Bertignac, Garou, RFM party, Jacques Dutronc, La Fouine, Pascal Obispo, Véronique Sanson, BB Brunes, Les Bodin's, Superbus, Franck Dubosc, Nolwenn Leroy, Patrick Bruel, Laurent Gerra, Marc Lavoine, Chimène Badi, Anne Roumanoff, Zazie, Black M, Soprano, Shy'm, Tal, Les Chevaliers du Fiel, Kendji Girac, Keen'v....
Différentes foires (expositions, salon de l'habitat...) y sont également organisées.